# Clément Mougeot
Clément Mougeot (21. listopadu 1856 – 12. srpna 1931) byl francouzský hudební skladatel a kapelník.
Svá díla stavěl na romantismu a tvořil v takzvaném revanšistickém uměleckém směru. Působil jako vojenský hudební skladatel pro ozbrojené síly Francie. Byl autorem mnoha operet a divadelních vaudeville jako např. On gèle à la caserne nebo Le Régiment moderne, ke které použil texty římského básníka Publia Vergilia Marona. Jeho nejznámějšími skladbami jsou vojenské pochody které složil pro vojenské prapory alpských lovců, které francouzská armáda užívá dodnes. Jednou z jeho nejpopulárnějších skladeb byla Le Retour de l’Alsace-Lorraine (Návrat Alsaska-Lotrinska), která ukazuje na motivy francouzské společnosti po prohrané prusko-francouzské válce v roce 1872.

## Významná díla

### Operety
- On gèle à la caserne
- Le Régiment moderne

### Skladby
- Le tram
- Le Retour de l’Alsace-Lorraine
- L’Écho de la Rochotte
- Le Passage du Grand Cerf
- Le Téméraire
- Les chasseurs de l'armée française
- Les chevrières
- Aubade